# Spinetta y los Socios del Desierto
Spinetta y los Socios del Desierto foi um power trio de rock nacional argentino, ativo entre 1994 e 1999, integrado por Luis Alberto Spinetta na guitarra e voz, Marcelo Torres no baixo e Daniel Wirzt na bateria.
A banda lançou quatro álbuns: Spinetta y los Socios del Desierto, Estrelicia MTV Unplugged, San Cristóforo e Los ojos. Algumas de suas músicas emblemáticas foram "Cheques", "Jazmín", "Nasty People", "Jardín de gente", "La luz te fue", "Bosnia", "Paraíso" e "Estás acá".
A banda realizou sua última apresentação no estádio Chateau Carreras em Córdoba, em 26 de novembro de 1999.

## Discografia
- Spinetta y los Socios del Desierto  (1997)
- Los ojos (1999)